# Gouwsluis
Gouwsluis is een buurtschap die zich tegenwoordig geheel binnen de bebouwde kom bevindt van Alphen aan den Rijn, in de Nederlandse provincie Zuid-Holland. Gouwsluis ligt aan de Gouwe. De korenmolen de Eendracht is een markant punt in de buurt.
Op 23 maart 1945 vond er een mislukt bombardement plaats door de Royal Air Force op de hefbrug, waarbij huizen op de Gouwsluiseweg en Zeilmakersstraat vernield werden en er doden vielen.

## De Sluis
Nabij Gouwsluis was sinds de 13e eeuw een keersluis gelegen op de kruising van de rivieren de Gouwe en de Oude Rijn. Deze keersluis lag op de locatie waar in 1938 de metalen hefbrug gebouwd is. Rond 1508 werd de sluis omgebouwd tot een schutsluis om te voorkomen dat het water voor de Goudse bierbrouwerijen te veel zout zou bevatten. In 1562 werd een tweede sluis naast de reeds bestaande schutsluis gebouwd, vanwege capaciteitsproblemen met de eerste sluis.

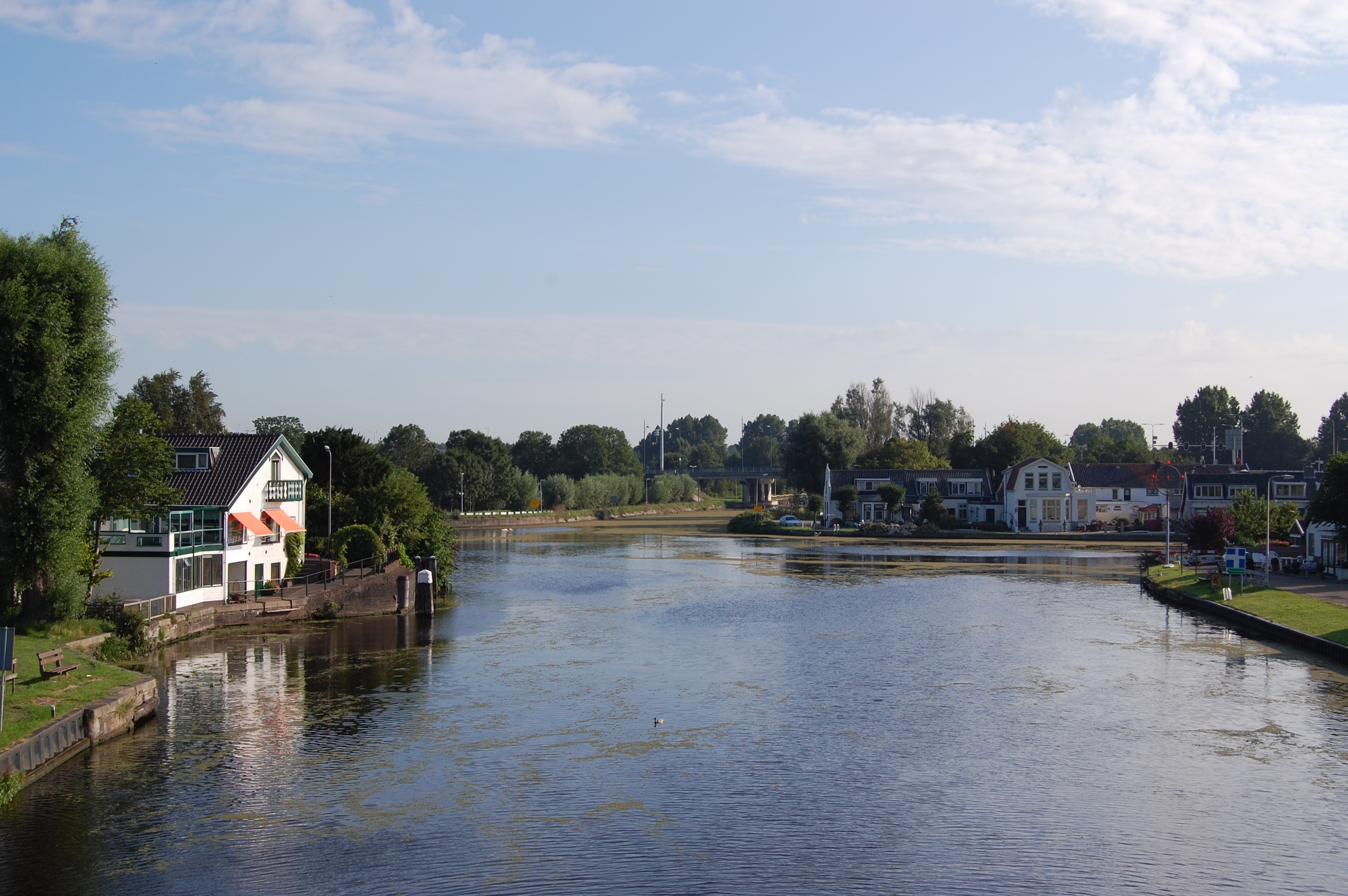
Kruising Oude-Rijn Aarkanaal
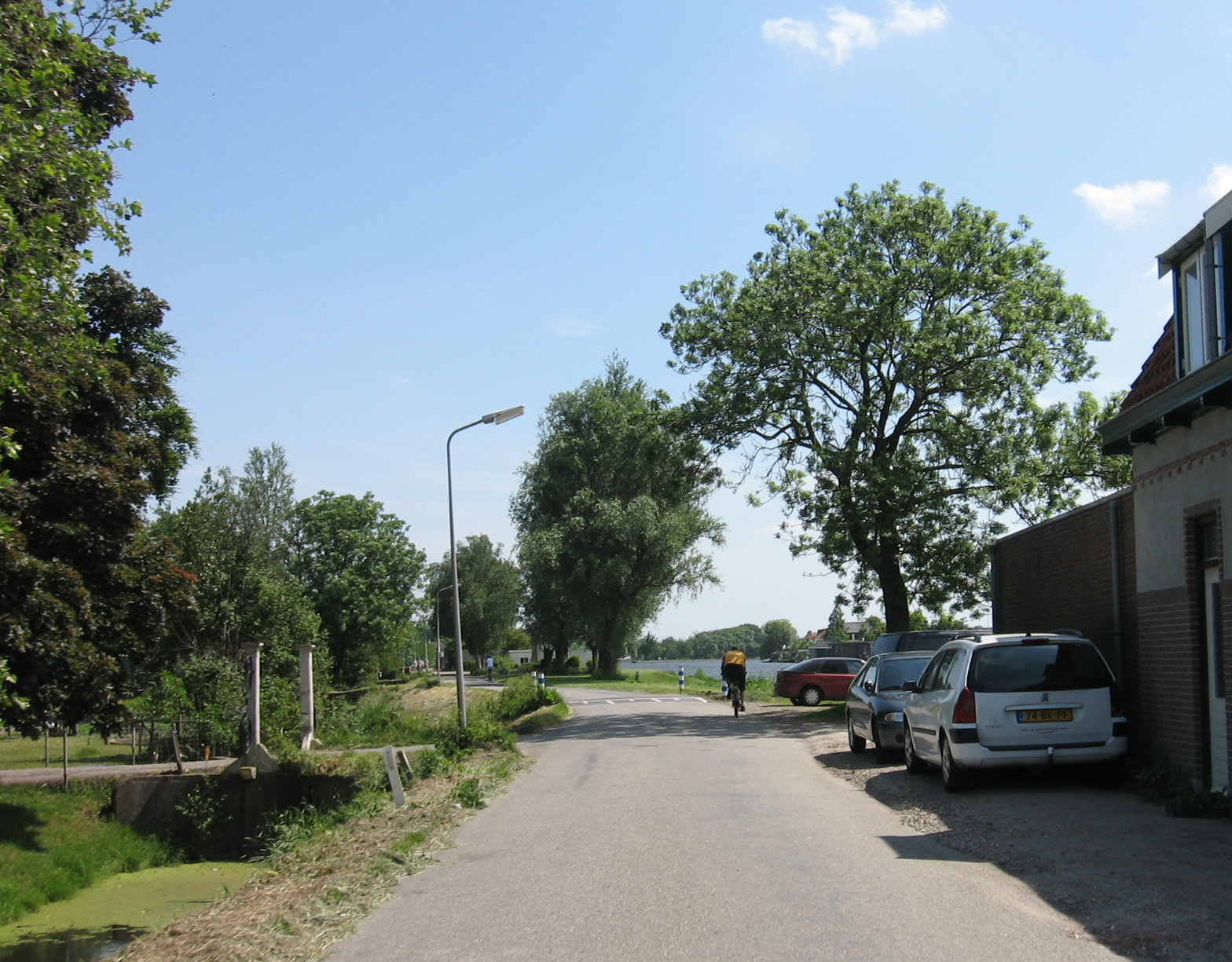
Kortsteekterweg
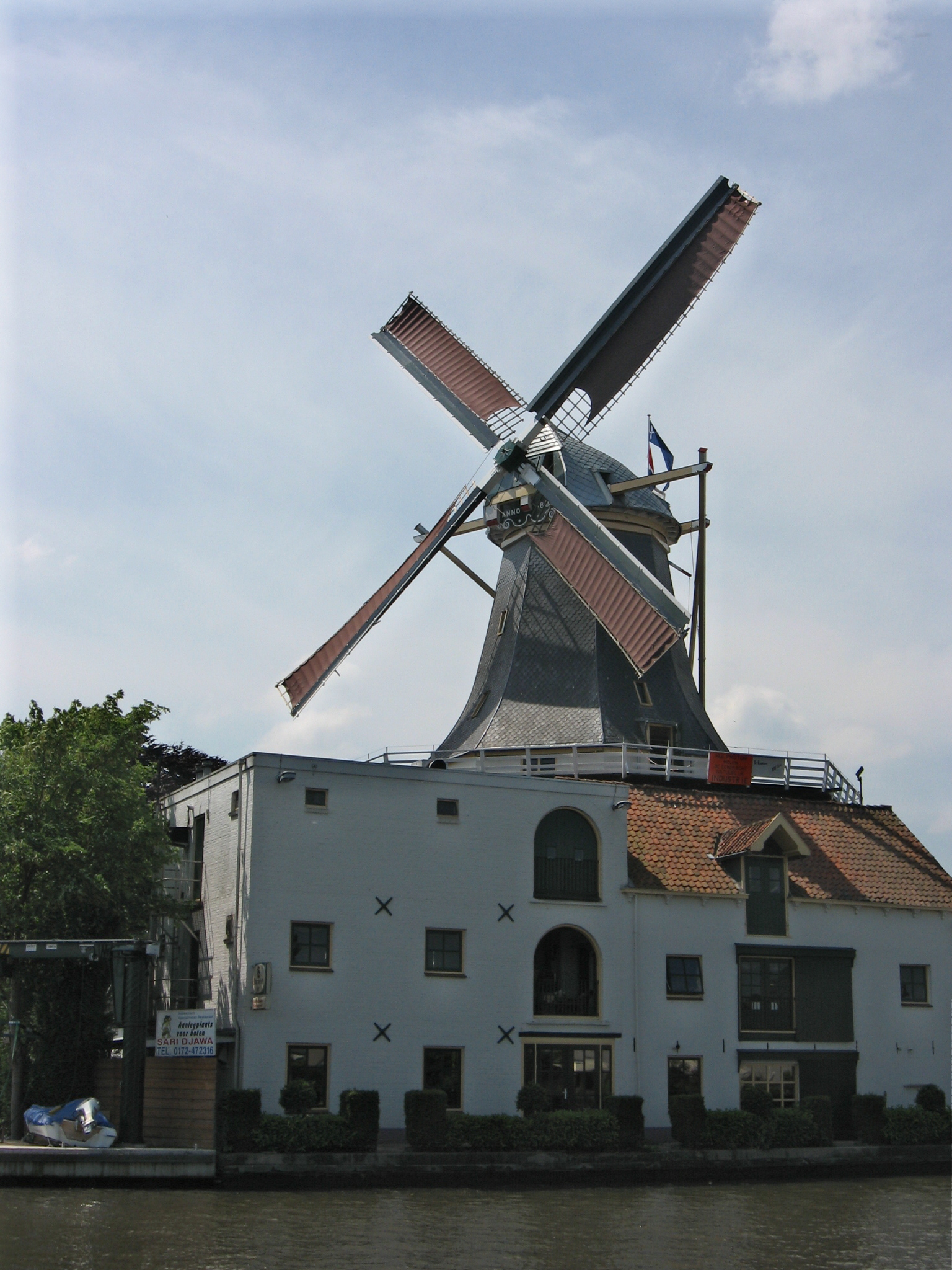
De Eendracht
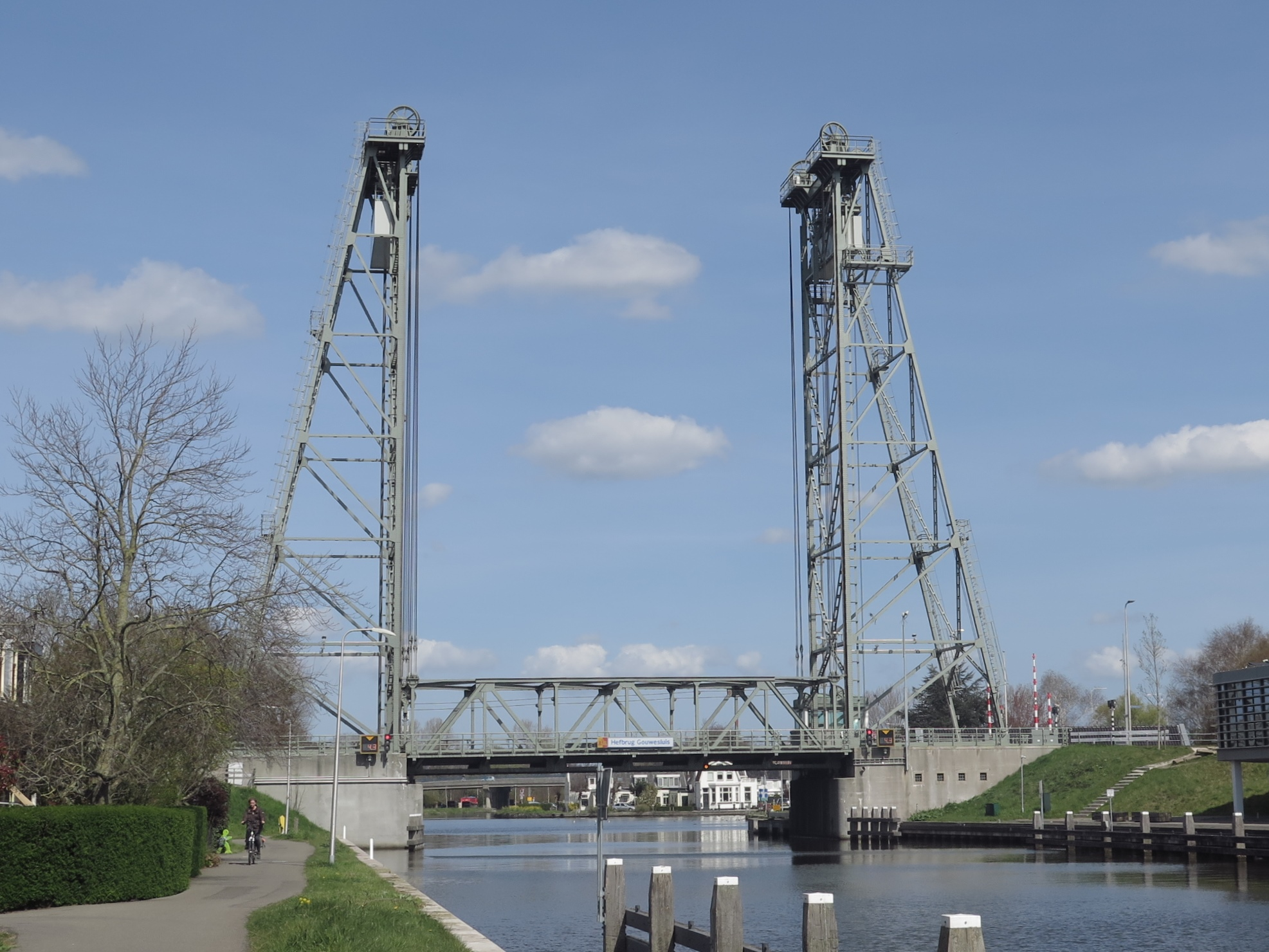
Hefbrug Gouwesluis